# Iván Campo
Iván Campo Ramos (San Sebastián, 21 febbraio 1974) è un ex calciatore spagnolo, di ruolo difensore o centrocampista.

## Carriera
Ha iniziato la sua carriera professionistica nel 1992 al Logroñés, per poi passare al Deportivo Alavés nel 1994. Dopo due stagioni firma per il Valencia, che lo gira subito in prestito al Real Valladolid. Nuovo trasferimento nel 1998, al Mallorca, per passare al Real Madrid nel 1998. Contribuisce quindi alla striscia di vittorie nazionali e internazionali del Real, che decide di cederlo in prestito nel 2002 al Bolton. Al termine del prestito la squadra inglese decide di riscattarlo e quindi Campo resta in Premiership, salvo poi passare in Championship nel 2008, andando tra le file dell'Ipswich Town.

## Statistiche

### Cronologia presenze e reti in nazionale
| Cronologia completa delle presenze e delle reti in nazionale ― Spagna | Cronologia completa delle presenze e delle reti in nazionale ― Spagna | Cronologia completa delle presenze e delle reti in nazionale ― Spagna | Cronologia completa delle presenze e delle reti in nazionale ― Spagna | Cronologia completa delle presenze e delle reti in nazionale ― Spagna | Cronologia completa delle presenze e delle reti in nazionale ― Spagna | Cronologia completa delle presenze e delle reti in nazionale ― Spagna | Cronologia completa delle presenze e delle reti in nazionale ― Spagna |
| Data                                                                  | Città                                                                 | In casa                                                               | Risultato                                                             | Ospiti                                                                | Competizione                                                          | Reti                                                                  | Note                                                                  |
| --------------------------------------------------------------------- | --------------------------------------------------------------------- | --------------------------------------------------------------------- | --------------------------------------------------------------------- | --------------------------------------------------------------------- | --------------------------------------------------------------------- | --------------------------------------------------------------------- | --------------------------------------------------------------------- |
| 25-3-1998                                                             | Vigo                                                                  | Spagna                                                                | 4 – 0                                                                 | Svezia                                                                | Amichevole                                                            | -                                                                     | 72’                                                                   |
| 3-6-1998                                                              | Santander                                                             | Spagna                                                                | 4 – 1                                                                 | Irlanda del Nord                                                      | Amichevole                                                            | -                                                                     |                                                                       |
| 13-6-1998                                                             | Nantes                                                                | Nigeria                                                               | 3 – 2                                                                 | Spagna                                                                | Mondiali 1998 - 1º turno                                              | -                                                                     |                                                                       |
| 16-8-2000                                                             | Hannover                                                              | Germania                                                              | 4 – 1                                                                 | Spagna                                                                | Amichevole                                                            | -                                                                     | 46’                                                                   |
| Totale                                                                |                                                                       | Presenze                                                              | 4                                                                     |                                                                       | Reti                                                                  | 0                                                                     |                                                                       |

## Palmarès

### Club

#### Competizioni nazionali
- Campionato spagnolo: 1

Real Madrid: 2000-2001
- Supercoppa di Spagna: 1

Real Madrid: 2001

#### Competizioni internazionali
- UEFA Champions League: 2

Real Madrid: 1999-2000, 2001-2002
- Coppa Intercontinentale: 1

Real Madrid: 1998